# エクセレント (戦列艦)
|          | |
| 艦歴     | |
| 発注:    | 1781年8月9日 |
| 建造:    | グラハム造船所（ハリッジ）                                                                                           |
| 進水:    | 1787年11月27日 |
| その後:  | 1830年練習艦、1835年解体                                                                                             |
| 性能諸元 | |
| クラス:  | アロガント級戦列艦                                                                                                   |
| 全長:    | 砲列甲板：168ft（51m） 竜骨：138ft（42m）                                                                            |
| 全幅:    | 46ft 9in（14.2m） |
| 喫水:    | 19ft 9in（6.0m） |
| 機関:    | 帆走（3本マストシップ）                                                                                              |
| 兵装:    | 74門： 下砲列：32ポンド(15kg)砲28門 上砲列：18ポンド(8kg)砲28門 後甲板：9ポンド(4kg)砲14門 船首楼：9ポンド(4kg)砲4門 |

エクセレント（HMS Excellent）はトーマス・スレード設計のアロガント級74門3等戦列艦。1787年11月27日にハリッジで進水した。